# کووپنس (کارولینای جنوبی)
کووپنس(به انگلیسی: Cowpens) شهری در ایالت کارولینای جنوبی کشور ایالات متحده آمریکا است که جمعیت آن در سرشماری سال ۲۰۱۰ میلادی، ۲٬۱۶۲ نفر بوده‌است.